# Associazione Calcio Cuneo 1905 2014-2015
Questa voce raccoglie le informazioni riguardanti l'Associazione Calcio Cuneo nelle competizioni ufficiali della stagione 2014-2015.

## Stagione
Nella stagione 2014-2015 il Cuneo retrocesso dalla Lega Pro prende parte alla Serie D.

## Divise e sponsor
Il fornitore ufficiale di materiale tecnico per la stagione 2014-2015 è Legea mentre lo sponsor ufficiale è La Casalinda.
| 1ª divisa | 2ª divisa | 3ª divisa |

## Organigramma societario
Area direttiva
- Presidente: Marco Rosso
- Vicepresidente: Piero Borello
- Consigliere e responsabile sicurezza e logistica: Paolo Peano
- Segretario generale: Federico Peano
- Responsabile Ufficio Stampa e Comunicazione: Marco Lombardo
- Amministrazione: Elisa Turco
- Marketing: Franca Ghiazza

Area tecnica
- Direttore sportivo: Oscar Becchio
- Team manager: Marco Lombardo
- Allenatore: Riccardo Milani, poi dal 28 ottobre Salvatore Jacolino[2]
- Allenatore in seconda e preparatore dei portieri: Giovanni Tunno
- Preparatore atletico: Marco Curletti
- Magazziniere: Paolo Marino

Settore giovanile
- Responsabile: Oscar Becchio

Area sanitaria
- Responsabile: Carlo Villosio
- Fisioterapista: Gerardo Santoro

## Risultati

### Serie D

#### Girone di andata
| Cuneo 7 settembre 2014 1ª giornata | Cuneo | 3 – 0 | Novese | Stadio Fratelli Paschiero |

| Bra 14 settembre 2014 2ª giornata | Bra | 1 – 1 | Cuneo | Stadio Attilio Bravi |

| Cuneo 17 settembre 2014 3ª giornata | Cuneo | 2 – 0 | Sestri Levante | Stadio Fratelli Paschiero |

| Rapallo 21 settembre 2014 4ª giornata | RapalloBogliasco | 2 – 1 | Cuneo | Stadio Umberto Macera |

| Cuneo 28 settembre 2014 5ª giornata | Cuneo | 2 – 1 | Sporting Bellinzago | Stadio Fratelli Paschiero |

| Arma di Taggia 5 ottobre 2014 6ª giornata | Argentina | 4 – 1 | Cuneo | Stadio Ezio Sclavi |

| Cuneo 12 ottobre 2014 7ª giornata | Cuneo | 2 – 1 | Chieri | Stadio Fratelli Paschiero |

| San Colombano al Lambro 19 ottobre 2014 8ª giornata | Sancolombano | 1 – 0 | Cuneo | Stadio Franco Riccardi |

| Cuneo 26 ottobre 2014 9ª giornata | Cuneo | 0 – 2 | Borgosesia | Stadio Fratelli Paschiero |

| Tortona 2 novembre 2014 10ª giornata | Derthona | 1 – 1 | Cuneo | Stadio Fausto Coppi |

| Cuneo 9 novembre 2014 11ª giornata | Cuneo | 1 – 0 | Pro Settimo & Eureka | Stadio Fratelli Paschiero |

| Acqui Terme 12 novembre 2014 12ª giornata | Acqui | 2 – 1 | Cuneo | Stadio Jona Ottolenghi |

| Vado Ligure 16 novembre 2014 13ª giornata | Vado | 1 – 5 | Cuneo | Stadio Ferruccio Chittolina |

| Cuneo 23 novembre 2014 14ª giornata | Cuneo | 3 – 0 | Lavagnese | Stadio Fratelli Paschiero |

| Borgomanero 30 novembre 2014 15ª giornata | Borgomanero | 0 – 2 | Cuneo | Stadio Comunale |

| Cuneo 7 dicembre 2014 16ª giornata | Cuneo | 2 – 0 | Asti | Stadio Fratelli Paschiero |

| Voghera 14 dicembre 2014 17ª giornata | OltrepoVoghera | 2 – 2 | Cuneo | Stadio Giovanni Parisi |

| Cuneo 21 dicembre 2014 18ª giornata | Cuneo | 2 – 0 | Vallée d'Aoste | Stadio Fratelli Paschiero |

| Caronno Pertusella 4 gennaio 2015 19ª giornata | Caronnese | 0 – 1 | Cuneo | Stadio Comunale |

#### Girone di ritorno
| Novi Ligure 11 gennaio 2015 20ª giornata | Novese | 0 – 1 | Cuneo | Stadio Costante Girardengo |

| Cuneo 18 gennaio 2015 21ª giornata | Cuneo | 2 – 1 | Bra | Stadio Fratelli Paschiero |

| Sestri Levante 21 gennaio 2015 22ª giornata | Sestri Levante | 1 – 0 | Cuneo | Stadio Giuseppe Sivori |

| Cuneo 25 gennaio 2015 23ª giornata | Cuneo | 1 – 0 | RapalloBogliasco | Stadio Fratelli Paschiero |

| Bellinzago Novarese 8 febbraio 2015 24ª giornata | Sporting Bellinzago | 2 – 2 | Cuneo | Stadio Comunale |

| Cuneo 15 febbraio 2015 25ª giornata | Cuneo | 3 – 2 | Argentina | Stadio Fratelli Paschiero |

| Chieri 22 febbraio 2015 26ª giornata | Chieri | 2 – 1 | Cuneo | Stadio Piero De Paoli |

| Cuneo 1º marzo 2015 27ª giornata | Cuneo | 2 – 0 | Sancolombano | Stadio Fratelli Paschiero |

| Borgosesia 8 marzo 2015 28ª giornata | Borgosesia | 1 – 2 | Cuneo | Stadio Comunale |

| Cuneo 8 aprile 2015 29ª giornata | Cuneo | 3 – 0 | Derthona | Stadio Fratelli Paschiero |

| Settimo Torinese 22 marzo 2015 30ª giornata | Pro Settimo & Eureka | 0 – 2 | Cuneo | Stadio Renzo Valla |

| Cuneo 25 marzo 2015 31ª giornata | Cuneo | 3 – 0 | Acqui | Stadio Fratelli Paschiero |

| Cuneo 29 marzo 2015 32ª giornata | Cuneo | 3 – 0 | Vado | Stadio Fratelli Paschiero |

| Lavagna 2 aprile 2015 33ª giornata | Lavagnese | 0 – 0 | Cuneo | Stadio Edoardo Riboli |

| Cuneo 12 aprile 2015 34ª giornata | Cuneo | 1 – 0 | Borgomanero | Stadio Fratelli Paschiero |

| Asti 19 aprile 2015 35ª giornata | Asti | 0 – 0 | Cuneo | Stadio Censin Bosia |

| Cuneo 26 aprile 2015 36ª giornata | Cuneo | 3 – 2 | OltrepoVoghera | Stadio Fratelli Paschiero |

| Saint-Christophe 3 maggio 2015 37ª giornata | Vallée d'Aoste | 0 – 1 | Cuneo | Stadio Comunale |

| Cuneo 10 maggio 2015 38ª giornata | Cuneo | 1 – 1 | Caronnese | Stadio Fratelli Paschiero |

#### Poule scudetto
| Arbitro: | Gabriele Agostini (Bologna) |

|              |           |                    |
| Conrotto 38’ | Marcatori | 56’ 86’ Cristofoli |

| Arbitro: | Alex Cavallina (Parma) |

|                        |           |  |
| Zubin 27’ Amirante 81’ | Marcatori |  |